# Kaden

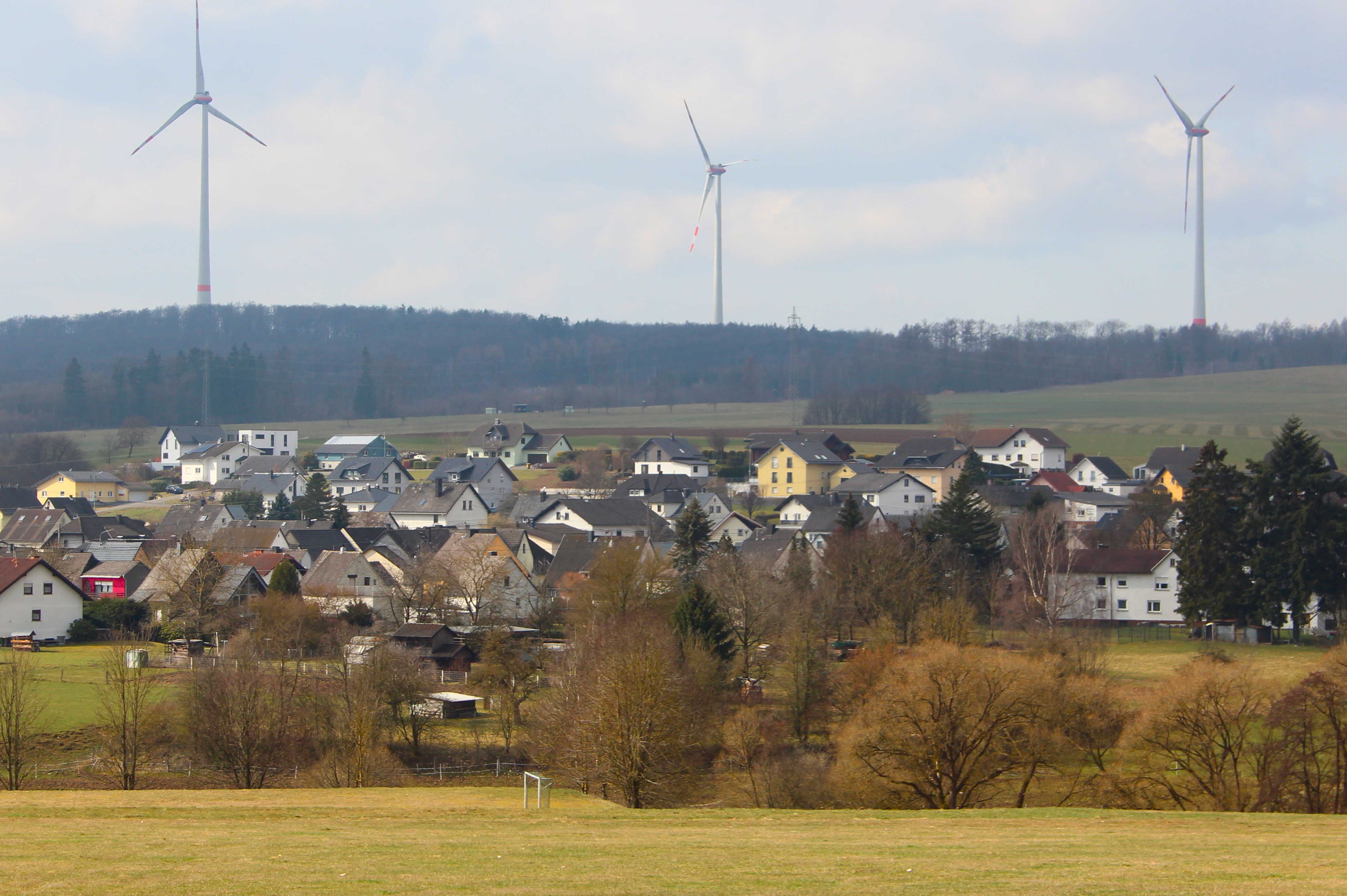
Ansicht von Kaden

Kaden ist eine Ortsgemeinde im Westerwaldkreis in Rheinland-Pfalz. Sie gehört der Verbandsgemeinde Westerburg an.

## Geographie
Kaden liegt südwestlich von Westerburg im Tal des Elbbaches. Durch den Ort fließt der Kuhbach, der wenige Meter östlich des Ortskerns von rechts in den Elbbach mündet. Zu Kaden gehören auch die Ortsteile Elben, Im Tanneck und Grube Anna.
Nachbargemeinden sind Härtlingen, Kölbingen und Brandscheid.

## Geschichte
Kaden bestand aus mehreren Orten. Die erste urkundliche Erwähnung für den untergegangenen Ortsteil „Meiningen“ erfolgte 1295. Die letzte Vergaber eines dortigen Lehens erfolgte 1718. Elben wurde 1417 erstmals erwähnt, Kaden 1559. In der Nähe des Orts befand sich auch Beuningen, das 1325 erstmals erwähnt wurde und vor 1525 wüst fiel. Seine Gemarkung fiel zum kleinen Teil an Meiningen und zum größeren an Brandscheid.
Von 1564 bis 1802 gehörte Kaden zu Kurtrier. Nach seiner Zugehörigkeit zum Herzogtum Nassau kam der Kaden 1866 zum Königreich Preußen, als es nach dem Deutschen Krieg das Herzogtum annektierte.
Der Ortsteil „Grube Anna“ entstand aus einem gleichnamigen Braunkohlebergwerk im Westerwälder Braunkohlerevier nach dessen Stilllegung im Jahre 1924.
Bis 1936 war die Schreibweise für den Ort „Caden“.
Nach dem Zweiten Weltkrieg der französischen Besatzungszone zugeordnet, ist Kaden seit 1946 Teil des damals neu gebildeten Landes Rheinland-Pfalz.
Am 1. Januar 1975 wurde der Namenszusatz „(Oberwesterwaldkreis)“ gestrichen.
Bevölkerungsentwicklung
Die Entwicklung der Einwohnerzahl der Gemeinde Kaden, die Werte von 1871 bis 1987 beruhen auf Volkszählungen:
| Jahr | Einwohner |
| ---- | --------- |
| 1815 | 219       |
| 1835 | 243       |
| 1871 | 198       |
| 1905 | 223       |
| 1939 | 396       |
| 1950 | 393       |
| 1961 | 447       |

| Jahr | Einwohner |
| ---- | --------- |
| 1970 | 516       |
| 1987 | 509       |
| 1997 | 633       |
| 2005 | 630       |
| 2011 | 613       |
| 2017 | 563       |
| 2023 | 564       |

## Politik

### Gemeinderat
Der Gemeinderat in Kaden besteht aus zwölf Ratsmitgliedern, die bei der Kommunalwahl am 9. Juni 2024 in einer Mehrheitswahl gewählt wurden, und der ehrenamtlichen Ortsbürgermeisterin als Vorsitzender.

### Bürgermeister
Ute Chamski-Mohr wurde am 14. August 2019 Ortsbürgermeisterin von Kaden. Bei der Direktwahl am 26. Mai 2019 war sie mit einem Stimmenanteil von 81,96 % gewählt worden. Bei der Direktwahl am 9. Juni 2024 wurde sie als einzige Bewerberin mit 82,6 % für weitere fünf Jahre in ihrem Amt bestätigt.
Chamski-Mohrs Vorgänger Kurt Hastrich hatte das Amt 20 Jahre ausgeübt.

## Verkehr
Kaden wird von den Kreisstraßen K 73 und K 86, die sich im Ort kreuzen, an das überregionale Straßennetz angeschlossen.